# سانت تشارلز (أركنساس)
سانت تشارلز (بالإنجليزية: St. Charles town, Arkansas)‏ هي بلدة تقع بولاية أركنساس في الولايات المتحدة. تبلغ مساحتها 2.34 كم2، وترتفع عن سطح البحر 61 م، بلغ عدد سكانها 230 نسمة في عام 2010 حسب إحصاء مكتب تعداد الولايات المتحدة وتصل الكثافة السكانية فيها 98.3 نسمة لكل كيلومتر مربع (254.6/ميل2).

## التركيبة السكانية
حدّد مكتب تعداد الولايات المتحدة بيانات التركيبة السكانية لسانت تشارلز في تعداد الولايات المتحدة. في ما يلي، التركيبة السكانية حسب تعدادي 2000 و2010.

### تعداد عام 2000
بلغ عدد سكان سانت تشارلز 261 نسمة بحسب تعداد عام 2000، وبلغ عدد الأسر 113 أسرة وعدد العائلات 81 عائلة مقيمة في البلدة. في حين سجلت الكثافة السكانية 111.5 نسمة لكل كيلومتر مربع (288.8/ميل2). وبلغ عدد الوحدات السكنية 150 وحدة بمتوسط كثافة قدره 64.1 لكل كيلومتر مربع (166.0/ميل2).
وتوزع التركيب العرقي للبلدة بنسبة 98.08% من البيض و0.77% من الأمريكيين الأفارقة و1.15% من الأمريكيين الأصليين و0.77% من الهسبانيون أو اللاتينيون من أي عرق.
بلغ عدد الأسر 113 أسرة كانت نسبة 25.7% منها لديها أطفال تحت سن الثامنة عشر تعيش معهم، وبلغت نسبة الأزواج القاطنين مع بعضهم البعض 56.6% من أصل المجموع الكلي للأسر، ونسبة 6.2% من الأسر كان لديها معيلات من الإناث دون وجود شريك، بينما كانت نسبة 8.8% من الأسر لديها معيلون من الذكور دون وجود شريكة وكانت نسبة 28.3% من غير العائلات. تألفت نسبة 25.7% من أصل جميع الأسر من عدة أفراد يعيشون في نفس المنزل ونسبة 14.2% كانت تتألف من شخص يعيش بمفرده يبلغ من العمر 65 عاماً أو أكثر. وبلغ متوسط حجم الأسرة المعيشية 2.31، أما متوسط حجم العائلات فبلغ 2.69.
بلغ العمر الوسطي للسكان 44.9 عاماً. وكانت نسبة 17.6% من القاطنين تحت سن الثامنة عشر، وكانت نسبة 8% بين الثامنة عشر والرابعة والعشرين عاماً، ونسبة 24.5% كانت واقعةً في الفئة العمرية ما بين الخامسة والعشرين والرابعة والأربعين عاماً، ونسبة 29.1% كانت ما بين الخامسة والأربعين والرابعة والستين، ونسبة 20.7% كانت ضمن فئة الخامسة والستين عاماً فما فوق. يوجد لكل 100 أنثى 112.2 ذكر، ويوجد لكل 100 أنثى في الثامنة عشر من عمرها فما فوق 112.9 ذكر.
بلغ متوسط دخل الأسرة في البلدة 24,375 دولارًا، أما متوسط دخل العائلة فبلغ 29,167 دولارًا. وكان متوسط دخل الذكور 25,417 دولارًا مقابل 13,125 دولارًا للإناث. وسجل دخل الفرد الخاص بالبلدة 13,481 دولارًا. وكانت نسبة 18.8% من العائلات ونسبة 22.7% من السكان تحت خط الفقر، وكان من هؤلاء نسبة 21.4% تحت سن الثامنة عشر ونسبة 19.1% في الخامسة والستين من العمر وما فوق.

### تعداد عام 2010
بلغ عدد سكان سانت تشارلز 230 نسمة بحسب تعداد عام 2010، وبلغ عدد الأسر 110 أسرة وعدد العائلات 71 عائلة مقيمة في البلدة. في حين سجلت الكثافة السكانية 98.3 نسمة لكل كيلومتر مربع (254.6/ميل2). وبلغ عدد الوحدات السكنية 155 وحدة بمتوسط كثافة قدره 66.2 لكل كيلومتر مربع (171.5/ميل2).
وتوزع التركيب العرقي للبلدة بنسبة 97.83% من البيض و0.43% من الأمريكيين الأفارقة و0.43% من الأمريكيين ذوي الأصول الآسيوية و1.30% من عرقين مختلطين أو أكثر.
بلغ عدد الأسر 110 أسرة كانت نسبة 24.5% منها لديها أطفال تحت سن الثامنة عشر تعيش معهم، وبلغت نسبة الأزواج القاطنين مع بعضهم البعض 50.9% من أصل المجموع الكلي للأسر، ونسبة 12.7% من الأسر كان لديها معيلات من الإناث دون وجود شريك، بينما كانت نسبة 0.9% من الأسر لديها معيلون من الذكور دون وجود شريكة وكانت نسبة 35.5% من غير العائلات. تألفت نسبة 31.8% من أصل جميع الأسر من عدة أفراد يعيشون في نفس المنزل ونسبة 15.5% كانت تتألف من شخص يعيش بمفرده يبلغ من العمر 65 عاماً أو أكثر. وبلغ متوسط حجم الأسرة المعيشية 2.09، أما متوسط حجم العائلات فبلغ 2.59.
بلغ العمر الوسطي للسكان 44.5 عاماً. وكانت نسبة 17.4% من القاطنين تحت سن الثامنة عشر، وكانت نسبة 4.3% بين الثامنة عشر والرابعة والعشرين عاماً، ونسبة 28.7% كانت واقعةً في الفئة العمرية ما بين الخامسة والعشرين والرابعة والأربعين عاماً، ونسبة 30.4% كانت ما بين الخامسة والأربعين والرابعة والستين، ونسبة 19.1% كانت ضمن فئة الخامسة والستين عاماً فما فوق. وتوزع التركيب الجنسي للسكان بنسبة 45.2% ذكور و54.8% إناث.